# Севрюково (Челябинская область)
Севрюково — упразднённая деревня в Октябрьском районе Челябинской области России. Входила в состав Маякского сельсовета. Исключена из учётных данных в 1988 году.

## География
Располагалась у восточной окраины болота Суханово, на расстоянии примерно 7 км по прямой к ю-говостоку от деревни Шишминка.

## История
По данным на 1970 год входила в состав Маякского сельсовета. В ней размещалось 4-е отделение совхоза «Маякский».
Исключена из учётных данных решением Челябинского облисполкома от 17 июня 1988 года № 171.

## Население
| 1970 | 1977 | 1983 |
| ---- | ---- | ---- |
| 283  | ↘148 | ↘2   |